# エドワード・オースティン・ケント
エドワード・オースティン・ケント（英語: Edward Austin Kent、1854年2月19日 - 1912年4月15日）は、アメリカ合衆国の建築家。タイタニック号に一等船客として乗船していた。同船の沈没事故では女性や子供が救命ボートに乗るのを助け、自身は犠牲となった。

## 生涯
エドワード・オースティン・ケントは1854年2月19日にアメリカ合衆国のメイン州バンゴーで、ヘンリー・メレン・ケント（1823年 - 1894年）とハリエット・アン・ファーンハム（1830年 - 1908年）の間に生まれた。一家は南北戦争後にバッファローへ移住し、その地で父のヘンリーが百貨店フリント&ケントを立ち上げている。ケントの弟であるウィリアム・ウィスロップ・ケント（1860年 - 1955年）は、ヘンリー・ホブソン・リチャードソンの下で学びながら建築家としての名を挙げた。もう一人の弟であるチャールズ・ファーンハム・ケント（1856年 - 1878年）は、デンバーにおいて22歳でこの世を去っている。ケントは1875年にイェール大学を卒業し、次いでパリのボザール様式を中心とした建築学校であるエコール・デ・ボザールを卒業した。1877年にアメリカへ帰国し、シラキュースにあったジョセフ・ライマン・シルスビーの事務所のジュニア・パートナーとなった。1884年にバッファローへ戻った彼はバッファロー建築家協会の設立に尽力し、フリント&ケントなどを含む多くの仕事を受注している。その後は亡くなるまでバッファローで過ごした。
1912年、ケントはフランスやエジプトで2ヶ月の休暇を取り、帰国後は退職する気持ちを固めていた。彼は新しく贅沢な豪華客船であるタイタニック号の処女航海で帰途に就けるよう、帰国予定を遅らせている。

### タイタニック号

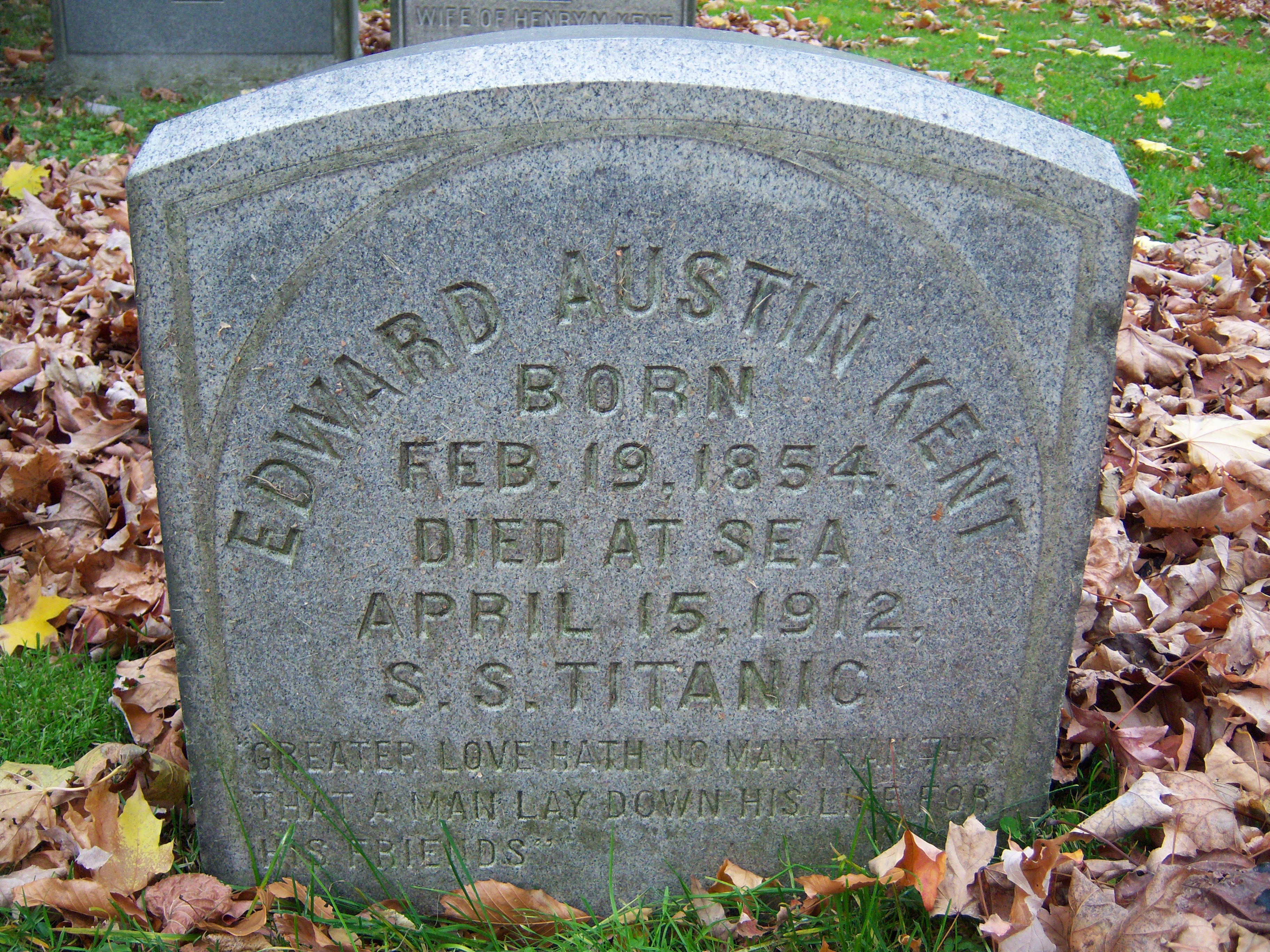
ケントの墓標

1912年4月10日、ケントはシェルブールからタイタニック号に一等船客として乗船した。彼は船内でヘレン・チャーチル・キャンディーやアーチボルド・グレーシー4世などと交流を深めている。さらに船に乗り合わせていた作家たちのグループとも交流している。4月14日の午後11時40分、タイタニック号は氷山と接触した。船が沈没し始めると、彼は自分自身の安全は二の次にして、女性や子供が救命ボートに乗る手助けを行った。彼が最期に目撃されたのは午前2時20分頃であり、海に投げ出されたあとも自分が助かるような行動は取らなかった。彼の遺体はマッケイ＝ベネットによって引き上げられ、帰港後に彼の弟によって確認された。彼はバッファローのフォレスト・ローン墓地に埋葬された。

## 作品

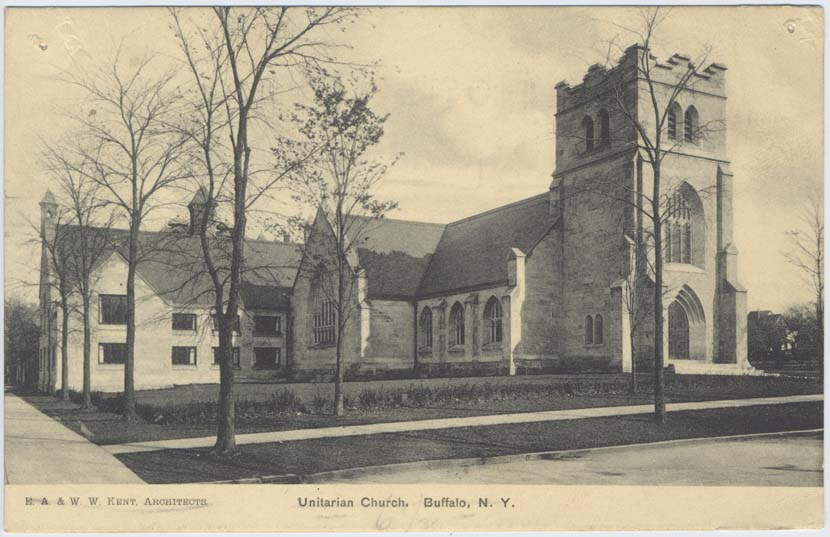
バッファロー・ユニテリアン・ユニヴァーサリズム教会

- ベス・ザイオン寺院（取り壊し済） - 1890年にバッファローのデラウェア通り599番地に建てられた。火災により1961年10月4日に解体[11]。
- 第5化学消防署 - 1894年にバッファローのクリーブランド通り166番地に建てられた。アール・ヌーヴォー様式が採用されている。
- A・E・ペロン社ビル - 1895年にバッファローの大通り674番地に建てられた。ボザール様式が採用されている。A・E・ペロン社の工場や売り場として使用されていた[12]。
- オットー＝ケントビル - 1896年に大通り636から644番地に建てられた。ボザール様式が採用されている。父の百貨店であるフリント&ケントに隣接していた。
- バッファロー・ユニテリアン・ユニヴァーサリズム教会（英語版） - 1906年にバッファローのエルムウッド通り695番地に建てられた。英国ゴシック様式（英語版）が採用されている。2015年6月30日にアメリカ合衆国国家歴史登録財に登録された[13]。